# 6-я смешанная авиационная дивизия (1-го формирования)
6-я смешанная авиационная дивизия — воинское соединение ВВС РККА в Великой Отечественной войне.

## История
Дивизия формировалась с августа 1940 года в Прибалтийском особом военном округе. В составе действующей армии с 22 июня 1941 года по 11 августа 1941 года. На 22 июня 1941 года управление дивизии базировалось в Риге; полки, входящие в состав дивизии базировались на аэродромах Рига, Митава, Либава, Виндава. Имела в своём составе 250 самолётов, из них 35 неисправных.
С начала войны действует в Прибалтике, участвует в обороне Либавы, Риги, предпринимала попытки нанесения ударов по объектам в ближнем тылу противника, затем отступает на восток, в течение июля 1941 года действует в Псковской области. За первые две недели войны потеряла две трети самолётов. На 4 июля 1941 года насчитывала в своём составе: командного состава — 577 человек, младшего командного состава — 1345 человек, рядового состава — 1378 человек. Всего — 3300 человек. Винтовок — 2723, самолётов — 69, находилась на аэродроме Кружки. 6 июля 1941 года управление дивизии базировалось на аэродроме Гривочки. На 12 июля 1941 года находилась уже восточнее Шимска. 
11 августа 1941 года обращена на формирование Управления ВВС 48-й армии.

## Состав дивизии
На 22.06.1941 года
Управление — Рига
31-й скоростной бомбардировочный авиационный полк — Митава
40-й скоростной бомбардировочный авиационный полк — Виндава
148-й истребительный авиационный полк — Либава
239-й истребительный авиационный полк (в стадии формирования) — Эззре
В разное время
- 21-й истребительный авиационный полк
- 28-й истребительный авиационный полк
- 40-й скоростной бомбардировочный авиационный полк
- 148-й истребительный авиационный полк

## Подчинение
| Дата            | Фронт (округ)         | Армия | Корпус | Примечания |
| --------------- | --------------------- | ----- | ------ | ---------- |
| 22.06.1941 года | Северо-Западный фронт | -     | -      | -          |
| 01.07.1941 года | Северо-Западный фронт | -     | -      | -          |
| 10.07.1941 года | Северо-Западный фронт | -     | -      | -          |
| 01.08.1941 года | Северо-Западный фронт | -     | -      | -          |

## Командир
- полковник Фёдоров Иван Логинович - 08.1940 — 11.08.1941[1].